# 查哈拉哈密
查哈拉·哈密（1951年5月18日—），马来西亚政治人物，国阵巫统籍，曾经于1999年至2018年担任槟城州立法议会日落斗哇议员，2013年至2018年担任槟城州立法议会反对党领袖一职。

## 个人荣誉
- 檳城：
  -  槟城护国效忠勋章（DSPN）—拿督（2002年）[3]